# Łętownia (powiat strzyżowski)
Łętownia – wieś w Polsce położona w województwie podkarpackim, w powiecie strzyżowskim, w gminie Strzyżów.
W latach 1975–1998 miejscowość należała administracyjnie do województwa rzeszowskiego.